# Dianella (dieren)
Dianella is een geslacht van kevers uit de familie van de loopkevers (Carabidae). De wetenschappelijke naam van het geslacht is voor het eerst geldig gepubliceerd in 1952 door Jedlicka.

## Soorten
Het geslacht Dianella is monotypisch en omvat slechts de volgende soort:
- Dianella kaszabi Jedlicka, 1952